# اشتباكات سنجار (2017)
اندلعت اشتباكات سنجار في 3 مارس/آذار 2017 بين القوات الموالية لحزب العمال الكردستاني، وهي وحدات مقاومة سنجار(YBŞ) ووحدات نساء إيزيدخان(YJÊ)، وقوات بيشمركة روج آفا التي تعمل كجناح شبه عسكري للمجلس الوطني الكردستاني. بعد دخول قوات المجلس الوطني الكردي إلى بلدة خانصور في جبال سنجار العراقية، اندلعت اشتباكات في ظروف غامضة، ما أدى إلى سقوط عشرات القتلى والجرحى.
اعتبرت هذه الاشتباكات على نطاق واسع بمثابة مؤشر على التوترات العالية بين القوات المقاتلة ضد تنظيم الدولة الإسلامية في العراق والشام(داعش) حول سنجار، وخطر تصاعد هذه التوترات إلى حروب إقليمية، وهو ما من شأنه أن يضعف أي محاولات لطرد الجماعة المتطرفة من المنطقة إلى الأبد.

## خلفية

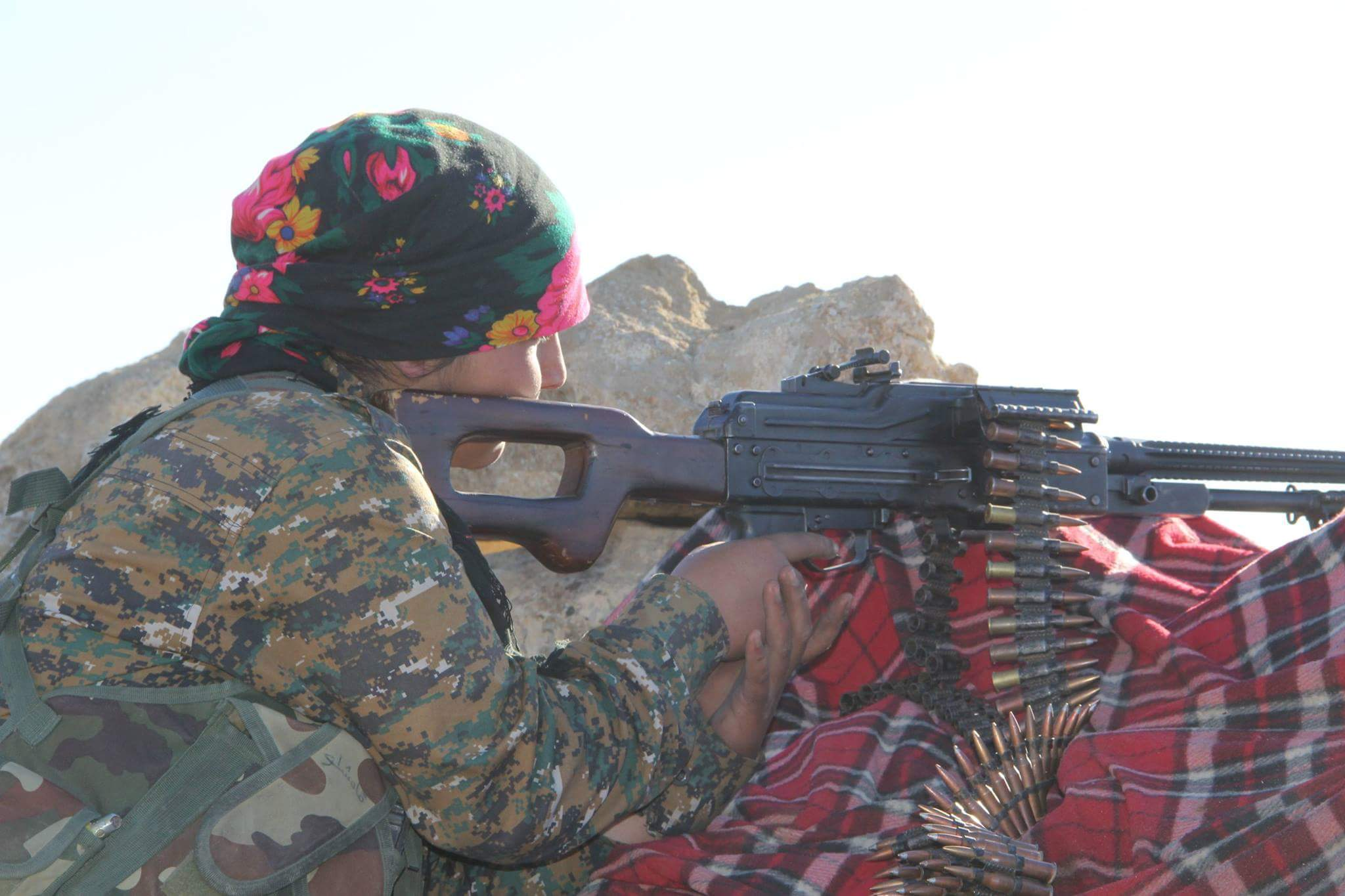
مقاتل YJÊ في عام 2016. تم تنظيم وتدريب وحدات YBŞ و YJÊ من قبل حزب العمال الكردستاني ، مما أدى إلى صراعهم مع الحزب الديمقراطي الكردستاني.

في عام2014 غزا تنظيم داعش جبال سنجار وبدأ في مذبحة سكانها الإيزيديون، تدخل حزب العمال الكردستاني بمئات المقاتلين لأجل إنقاذ السكان المحليين من مسلحي تنظيم الدولة الإسلامية. ومنذ ذلك، أنشأ حزب العمال الكردستاني مجموعتين محليتين للدفاع عن النفس الإيزيديون، وهما وحدات مقاومة سنجار ووحدات النساء الإيزيدية. أواخر عام2015، نجحت القوات المناهضة لتنظيم داعش أخيرا في طرد تنظيم الدولة الإسلامية من منطقة سنجار بشكل رئيسي، رفض مقاتلي حزب العمال الكردستاني المغادرة واستمروا في تدريب وتجهيز الميليشيات المحلية التابعة لحزب العمال الكردستاني. سبب ذلك استياء بين الحزب الديمقراطي الكردستاني، الذي يعتبر سنجار جزءًا من كردستان العراق ويرى حزب العمال الكردستاني منافسًا سياسيًا محليًا.
يرى الحزب الديمقراطي الكردستاني وجود حزب العمال الكردستاني في سنجار غير قانوني، وقوات البيشمركة التابعة له هي القوة الأمنية الشرعية الوحيدة في المنطقة. قوات بيشمركة روج آفا هي مجموعة مقاتلين أكراد سوريين تابعين للمجلس الوطني الكردي، والذي أُنشأ من قبل الحزب الديمقراطي الكردستاني، ويعملون بشكل فعال كجزء من القوات المسلحة النظامية للحزب الديمقراطي الكردستاني.

## تاريخ
في الثاني من مارس/آذار، أعلنت قوات البيشمركة روج آفا أنها ستنتقل إلى الحدود السورية بالقرب من الهول لأجل وقف عمليات التهريب، مع انتقالها جنوبًا إلى جبال سنجار، دخلت في صراع مع وحدات مقاومة سنجار في خانصور. وزعمت قوات المجلس الوطني الكردي لاحقًا أن وحدات مقاومة سنجار اعترضت طريقها أثناء مرورها عبر المنطقة، وزعمت وحدات مقاومة سنجار بدورها أن قوات بيشمركة روج آفا حاولت احتلال خانصور بناءً على أوامر من تركيا والحزب الديمقراطي الكردستاني.
في صباح اليوم التالي إندلعت إشتباكات عنيفة في خانصور. وأُتهم كل من الجانبين الآخر لاحقًا ببدء المعركة:بينما قالت وحدات مقاومة شنكال إنها طلبت سلميًا من مقاتلي المجلس الوطني الكردي مغادرة المدينة، وهاجمهم الأخير بأسلحة ثقيلة، ذكرت قوات البيشمركة روج آفا أنهم تعرضوا لإطلاق نار أولاً وقرروا إتخاذ موقف بدلاً من التراجع ببساطة. وعلى أية حال، إندلعت اشتباكات عنيفة، قُتل خلالها أو جُرح عدد من المقاتلين، وسقط عدد من المدنيين ضحايا أيضًا.
في 4مارس/آذار، دخل وقف إطلاق النار حيز التنفيذ، حيث بدأت الجماعات التابعة لحزب العمال الكردستاني والمجلس الوطني الكردي التفاوض على حل للصراع، على الرغم أن وسائل الإعلام المؤيدة لحزب العمال الكردستاني ادعت أن البيشمركة أعدت هجومًا جديدًا على خانصور.

## ردود الفعل
زَعمت وسائل الإعلام الموالية لحزب العمال الكردستاني إن القتال كان نتيجة لمحاولة تركية "لتحويل أراضي جنوب كردستان إلى ساحة معركة، بدءًا من شنكال، وبالتالي غزو هذه الأراضي". وفقًا لهذا، فإن قوات البيشمركة روج آفا كانت وكلاء لجهاز المخابرات التركي، المعادي لكل من حزب العمال الكردستاني وكذلك الإيزيديون. زعمت وحدات مقاومة شنكال أنها تتمتع بالدعم الكامل من السكان المحليين، كما أحتج السكان المحليون الداعمون لحزب العمال الكردستاني بالإضافة إلى بعض اللاجئين الإيزيديين في المالكية على تدخل قوات بيشمركة روج آفا وقالوا إن القوات الموالية لحزب العمال الكردستاني لها كل الحق في الدفاع عن نفسها من هجمات البيشمركة. وفي روج آفا، هاجمت مجموعة الشباب الكردية"جوانين سوريسجر"، القريبة من حزب الاتحاد الديمقراطي المتحالف مع حزب العمال الكردستاني، مكاتب المجلس الوطني الكردي في الدرباسية والقامشلي إحتجاجًا على اشتباكات سنجار.
ألقت قوات البيشمركة اللوم على المقاتلين المؤيدين لحزب العمال الكردستاني في التصعيد. وقالوا إنهم يريدون تجنب المزيد من ألاشتباكات، إنهم القوة الأمنية الشرعية في سنجار، ولهذا السبب فإن"قوات البيشمركة حرة في التحرك متى وأينما تريد في أراضي كردستان. ولن نطلب الإذن من أحد". كما صرح الحزب الديمقراطي الكردستاني بأن حزب العمال الكردستاني يجب أن يغادر سنجار ببساطة لتجنب المزيد من التوترات، مع تصريح أوميد صباح، المتحدث باسم مسعود بارزاني، بأن وجود وحدات مقاومة سنجار في سنجار لم يكن شرعيًا"لمجرد وجود عدد قليل من الأشخاص من شنكال في صفوفهم".
وصف عثمان بايدمير، المتحدث بأسم حزب الشعوب الديمقراطي، الصراع بين القوات الموالية لحزب العمال الكردستاني والقوات الموالية للحزب الديمقراطي الكردستاني بأنه"حرب أهلية""يجب أن تتوقف". أدان النائب عن الاتحاد الوطني الكردستاني كوسرت رسول علي الأقتتال الداخلي على أسس قانونية وأخلاقية. ناشد جوزيف فايدنهولزر، عضو البرلمان الأوروبي ورئيس مجموعة الصداقة الإيزيدية، قوات بيشمركة روج آفا ووحدات مقاومة سنجار"وقف جميع الأعمال العدائية وحل الخلافات السياسية"، لأن أي دعم دولي لأي من الفصيلين يعتمد على"الحل السلمي للمشاكل الكردية الداخلية".
في هذه الأثناء، أعرب العديد من السكان المدنيين في خانصور عن إحباطهم وغضبهم إزاء الاشتباكات، قائلين إن كلا المجموعتين يجب أن تركز على طرد داعش من جنوب سنجار بدلاً من قتال بعضهما البعض. وطالب بعض السكان المحليين كلا المجموعتين الانسحاب ببساطة من جبال سنجار، وتتركا المدنيين الإيزيديين بمفردهم. دعا كل من مير تحسين بيك، زعيم الطائفة الإيزيدية، وكذلك نادية مراد،الناشطة الإيزيدية وسفيرة الأمم المتحدة للنوايا الحسنة، كلا الجانبين إلى وقف القتال. وصرحت مراد"من المحزن للغاية بالنسبة لي أن أرى ضحايا الإبادة الجماعية مرة أخرى يصبحون ضحايا لصراع داخلي، ومن المؤلم أن أرى النساء الإيزيديات يعانين من الخوف مرة أخرى بعد كل ما حدث لهن". وحذر أحد الخبراء أيضًا من أن وحدات مقاومة سنجار وكذلك قوات بيشمركة روج آفا كانت فعالة جدًا في"إبقاء داعش تحت السيطرة" والقتال بين هذه القوات المناهضة لداعش"من شأنه أن يبطئ عملية تحرير الأراضي المتبقية من داعش".
وفي بيان صدر في 3 مارس/آذار، دعا التحالف الوطني الكردستاني في سوريا، المتألف من مجموعات سابقة في المجلس الوطني الكردي، إلى وقف الأعمال العدائية في سنجار. ودعا التحالف كافة الجماعات المسلحة "اللجوء إلى الهدوء وضبط النفس" والبدء في الحوار. ودعت الجمعية الوطنية الكردية إلى وقف "الحملات الإعلامية المتحيزة" التي تبث" الفتنة "بين الفصائل الكردية.
أعربت وزارة الدفاع الألمانية عن قلقها بشأن استخدام الأسلحة الألمانية الموردة لقوات البيشمركة في الاشتباكات. كما صرح متحدث باسم وزارة الدفاع الألمانية لمجلة دير شبيجل في السادس من مارس/آذار:"التزمت حكومة إقليم كردستان العراق، بموجب إعلان نهائي، باستخدام الأسلحة المسلمة فقط لمحاربة ما يسمى بتنظيم الدولة الإسلامية وبما يتوافق مع القانون الإنساني الدولي".